# Juan José Ríos
Juan José Ríos – miasto w Meksyku, w stanie Sinaloa.